# Mörschwang
Mörschwang osztrák község Felső-Ausztria Riedi járásában. 2021 januárjában 340 lakosa volt.

## Elhelyezkedése

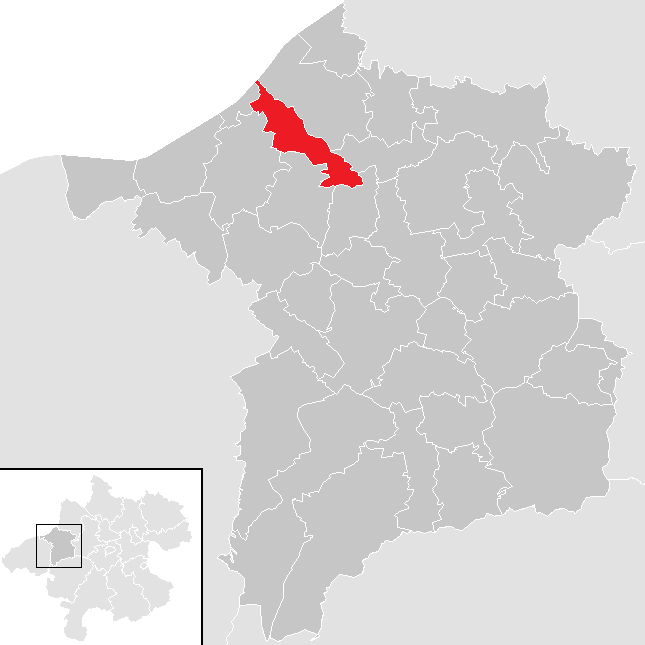
Mörschwang a Ried im Innkreis-i járásban

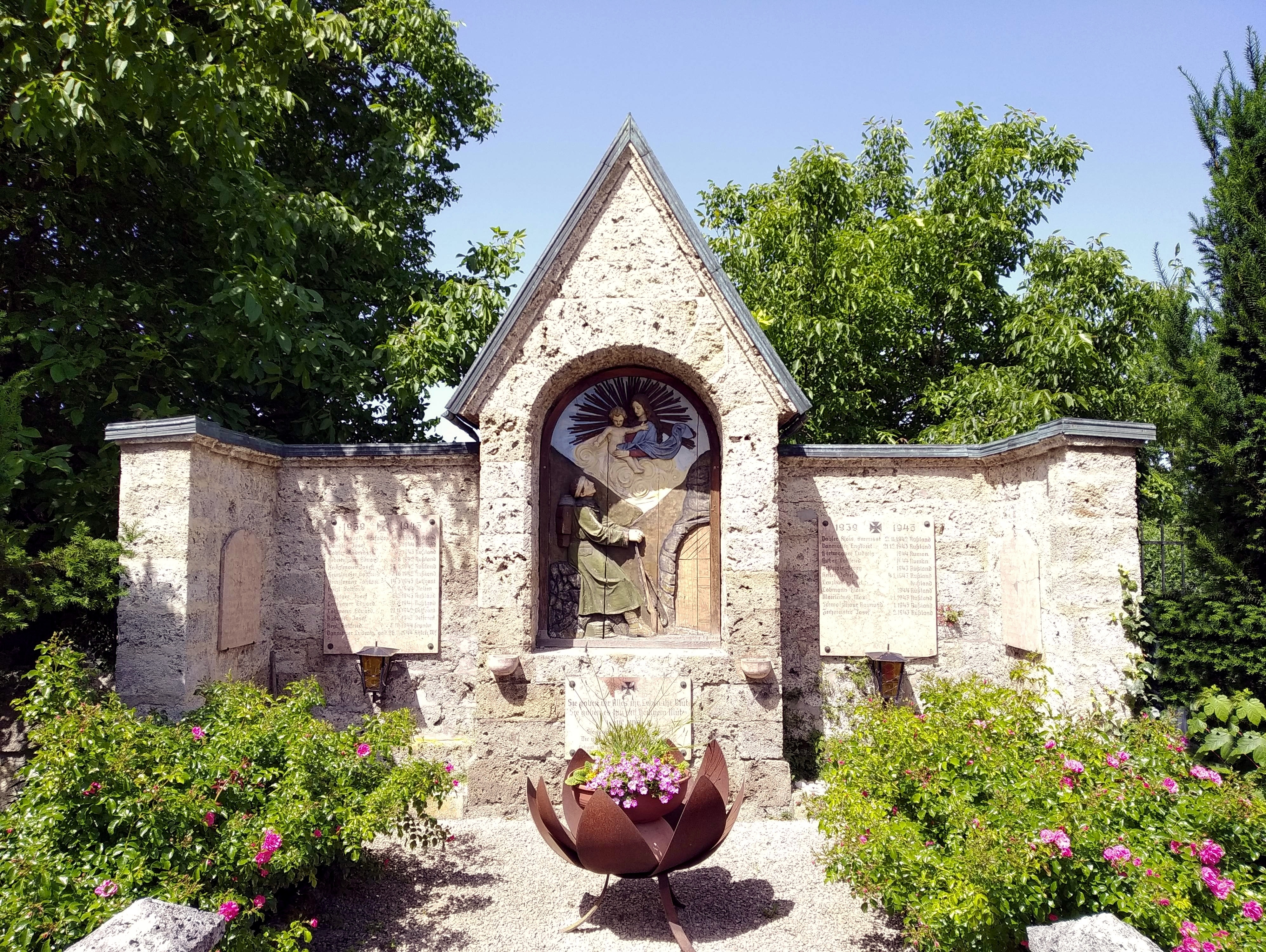
A háborús emlékmű

Mörschwang a tartomány Innviertel régiójában fekszik, az Inn folyó völgyében, a német határ mentén. Területének 22,5%-a erdő, 72,5% áll mezőgazdasági művelés alatt. Az önkormányzat 9 települést és településrészt egyesít: Forsthub (30 lakos 2021-ben), Greifing (17), Großmurham (17), Moosböck (12), Mörschwang (135), Möslwimm (14), Mühlberg (84), Rottenberg (7) és Schalchham (24)
A környező önkormányzatok: északkeletre Reichersberg, keletre Sankt Martin im Innkreis, délre Senftenbach, délnyugatra Weilbach, nyugatra Sankt Georgen bei Obernberg am Inn, északnyugatra Obernberg am Inn, északra Bad Füssing (Németország).

## Története
Mörschwangot a 12. század első felében említik először egy bizonyos Einwicus de Merginswanch, egy oklevél tanújának nevében. A 14. században a Losenstein nemzetség birtokolta a falut. Temploma 1523-ban épült a korábbi földesúri kápolna helyén.
A falu (és az egész Innviertel) 1779-ig Bajorország része volt, de ekkor a bajor örökösödési háborút lezáró tescheni béke Ausztriának ítélte. A napóleoni háborúk alatt egy rövid ideig ismét a francia bábállam Bajorországé volt, de Napóleon 1814-es bukása után visszakerült az Osztrák Császársághoz.
Az 1938-as Anschluss után Mörschwang a Német Birodalom Oberdonaui gaujához került; a második világháború után ismét Felső-Ausztria része lett.

## Lakosság
A mörschwangi önkormányzat területén 2021 januárjában 340 fő élt. A lakosságszám 1971 óta 300 körül stagnál. 2019-ben az ittlakók 92,1%-a volt osztrák állampolgár; a külföldiek közül 3,8% a régi (2004 előtti), 4,1% az új EU-tagállamokból érkezett. 2001-ben a lakosok 98,6%-a római katolikusnak, 1% pedig felekezeten kívülinek vallotta magát. Ugyanekkor a község minden lakója németnek anyanyelvűnek mondta magát.
A népesség változása:

| 2016 | 327 |
| 2018 | 328 |

## Látnivalók
- a gótikus Szt. Margit-plébániatemplom

## Fordítás
- Ez a szócikk részben vagy egészben  a   Mörschwang című német Wikipédia-szócikk ezen változatának fordításán alapul.  Az eredeti cikk szerkesztőit annak laptörténete sorolja fel. Ez a jelzés csupán a megfogalmazás eredetét és a szerzői jogokat jelzi, nem szolgál a cikkben szereplő információk forrásmegjelöléseként.